# Marmo rosso di Cottanello
Il marmo rosso di Cottanello, detto anche pietra Cottanellina, pietra persichina e anticamente pietra mischia, è una pietra decorativa che prende il nome dall'omonima località della Sabina occidentale. Veniva estratta infatti dalle cave aperte sul Monte Lacerone a circa 4 km. dal comune di Cottanello, in provincia di Rieti.
Dal 2018 le cave di Cottanello sono annoverate tra i monumenti naturali della regione Lazio.

## Descrizione
È impropriamente chiamato marmo per il suo bell'aspetto cromatico e le caratteristiche di lucidabilità, ma in realtà è un calcare marnoso, policromo; i colori prevalenti sono il rosa e il rosso bruno, con venature di calcite bianche, o gialle, o grigie, spesso intrecciate a formare un reticolo. Il materiale cavato presenta notevoli differenze nel colore e nella struttura, come si può notare confrontando colonne, balaustre e rivestimenti vari in esso scolpiti.

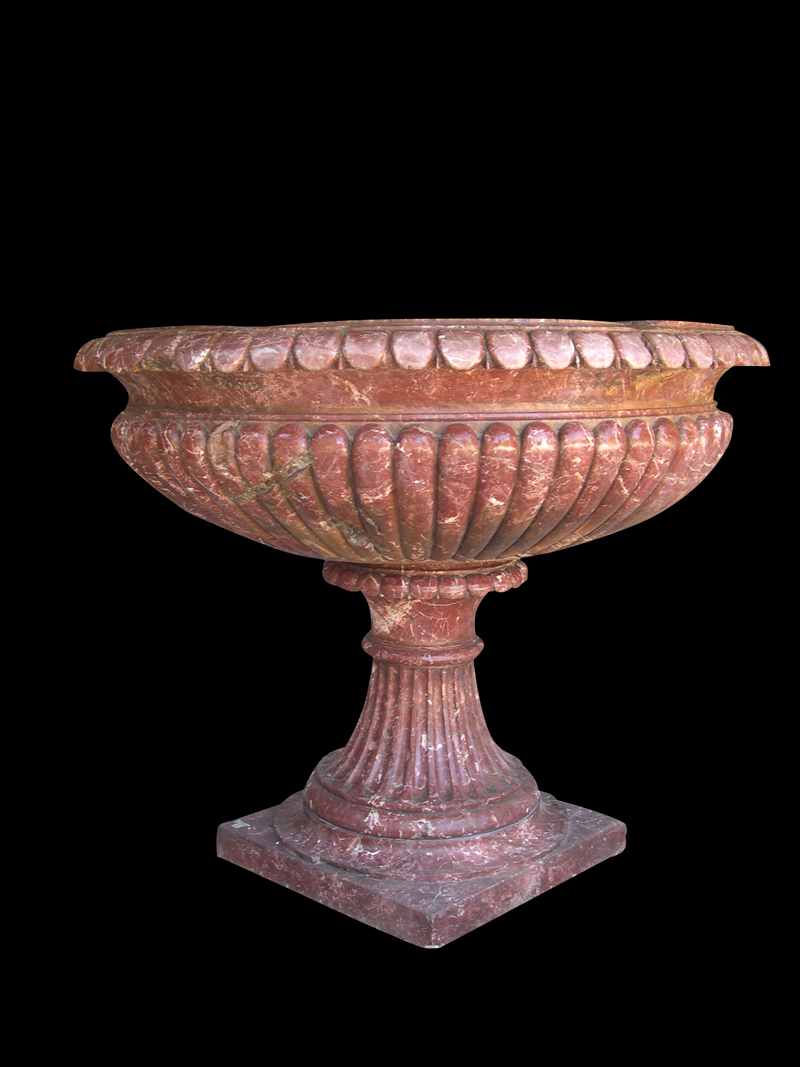
Labrum in Cottanello antico, II-III secolo d.C. (Collezione M – collezione privata)

## Morfologia
Il sedimento che sarebbe diventato il marmo di Cottanello si è depositato sul fondo della Tetide circa 60 milioni di anni fa ed è stato coinvolto nelle fasi tettoniche terziare che hanno portato alla formazione degli Appennini. La sua formazione è riferibile alla formazione della Scaglia rossa, deformata e tettonizzata.
La Scaglia rossa (Luteziano-Cenomaniano) è una formazione appartenente alla serie Umbro-Marchigiana costituita da intercalazioni di calcari detritici, biancastri o rosati, a macroforaminiferi. La potenza della formazione varia dai 100 ai 300 metri.
L'elemento tettonico che ha maggiormente determinato la variabilità delle caratteristiche cromatiche e strutturali è la cosiddetta faglia sabina che, tagliando i sedimenti della Scaglia rossa, si estende con continuità per circa 30 km. passando in prossimità di Cottanello. Questa disomogeneità, che spesso ha rappresentato un limite nell'impiego della pietra, dipendeva dalla vicinanza o lontananza dei luoghi estrattivi dal piano di faglia.

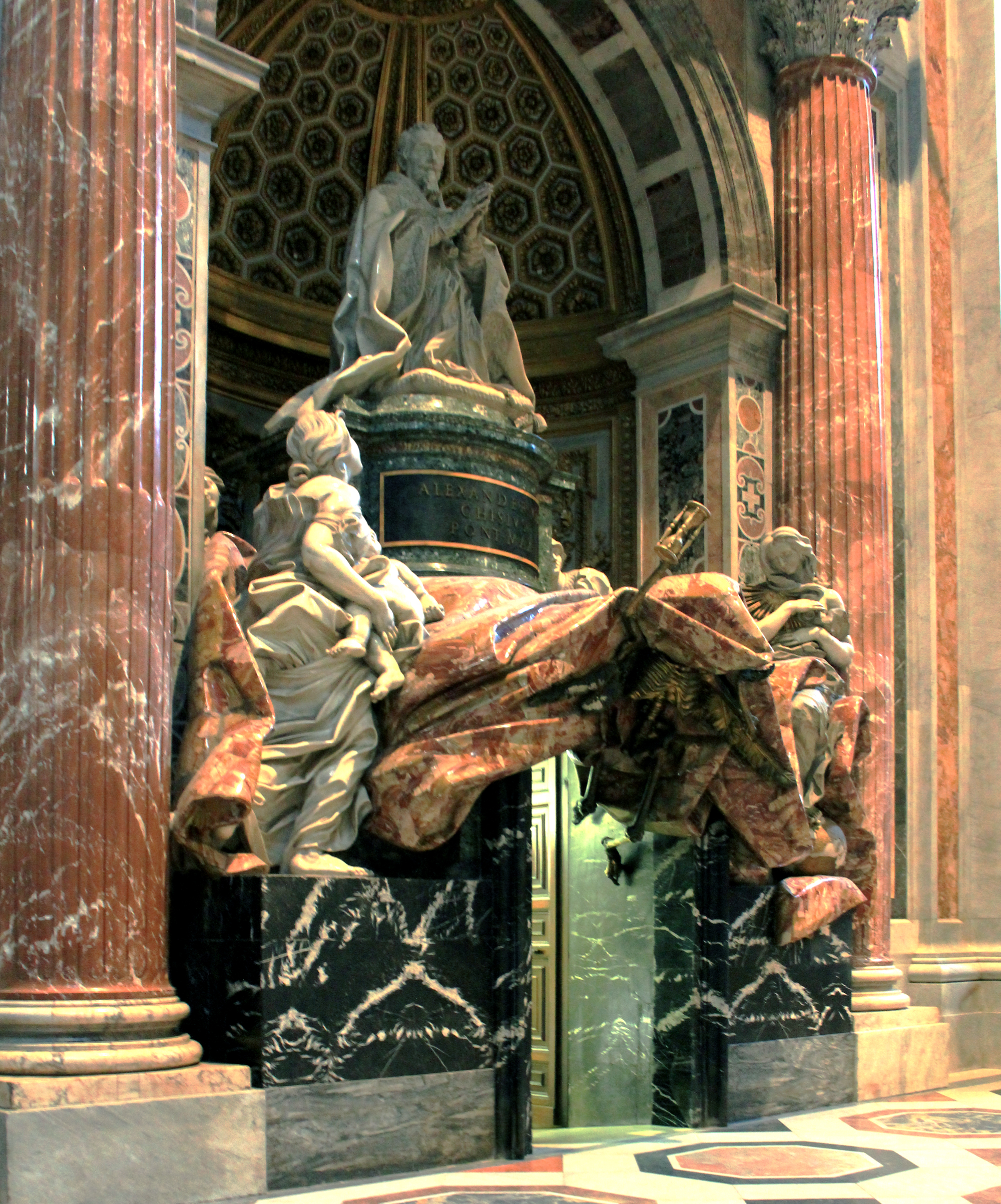
San Pietro in Vaticano. Tomba di Alessandro VII di Gian Lorenzo Bernini

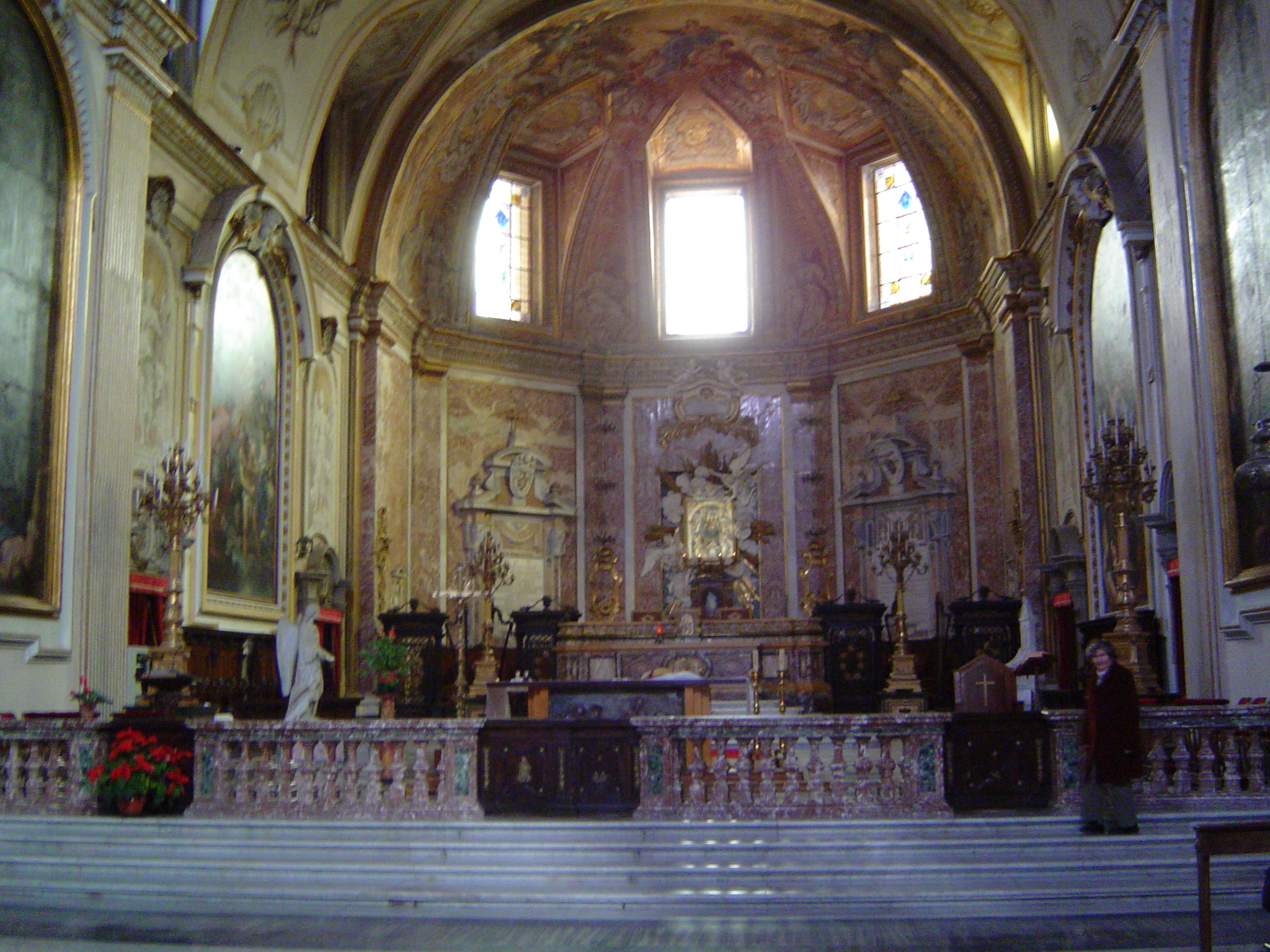
S. Maria degli Angeli e Martiri. Altare centrale e balaustra

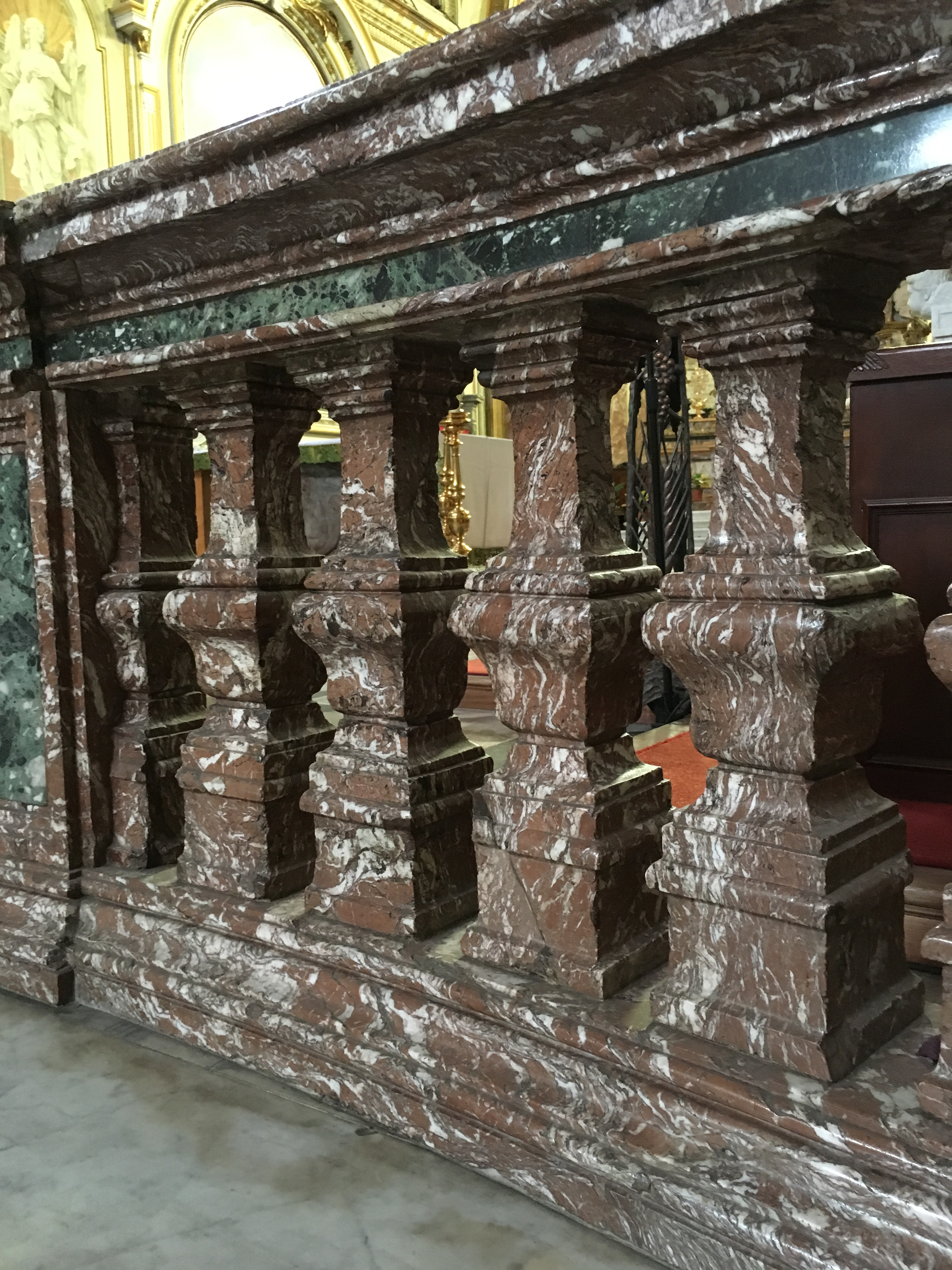
Particolare della balaustra in Santa Maria degli angeli e Martiri

## Storia
La pietra mischia venne scoperta dagli antichi romani già nel I secolo a.C. L'estrazione fu intrapresa a partire dal III secolo d.C., quando tra Cottanello e la frazione di Castiglione, distante circa 2 km. e mezzo, vennero aperte numerose cave.
In epoca romana venne adoperata prevalentemente per crustae e mattonelle in edifici pubblici e ville sparse nel territorio circostante, come la villa romana di Cottanello, ma anche in luoghi più distanti, come la villa di Lucullo a Terracina, in cui sono stati trovati frammenti di pavimentazione riconducibili alla pietra cottanellina.
Le cave, in tutto sette, rimasero chiuse e abbandonate a lungo; vennero riattivate nel XVII secolo, in età rinascimentale, periodo in cui il litotipo raggiunse il punto massimo del prestigio grazie all'impiego che ne fu fatto in molte chiese del Lazio e dell'Umbria; è infatti uno dei marmi maggiormente presenti nel Barocco romano.

### Le colonne di San Pietro in Vaticano
Quando papa Innocenzo X ordinò la decorazione dell'interno della basilica di San Pietro in vista del Giubileo del 1650, Sante Ghetti, uno scalpellino carrarese che aveva conosciuto le cave di Cottanello, presentò alla Congregazione della Reverenda Fabbrica un campione del materiale estratto che incontrò facilmente il gusto dell'epoca; riuscì quindi ad aggiudicarsi il lavoro. Innumerevoli colonne già sommariamente lavorate in cava, venivano trainate da buoi fino a Stimigliano; qui erano caricate su chiatte e trasportate lungo il Tevere fino a Roma. Furono notevoli gli sforzi compiuti per far giungere le colonne fino a Roma, tanto che il Ghetti ebbe il permesso di aprire una nuova strada e di allargare quella esistente proprio per facilitarne il trasporto. 

Su progetto del Bernini il Ghetti realizzò 24 colonne, diventate poi 46, che furono poste intorno agli altari laterali della basilica.

### Affitto delle cave
Già dal XVI secolo la cave venivano affittate al miglior offerente per un periodo da 3 a 9 anni, a seguito di asta pubblica. L'asta era preceduta dall'editto del Podestà che estendeva il diritto di partecipazione oltre i confini della Sabina, tanto che spesso erano mercanti romani ad aggiudicarsi la lavorazione delle cave. Il procedimento era denominato "a estinzione di candela", cioè le offerte potevano essere rilanciate fino al momento dello spegnimento naturale della candela accesa all'apertura dell'asta.
Le tecniche estrattive utilizzate cambiarono nel corso dei secoli, passando dall'uso del semplice piccone, fino all'esplosivo, al filo elicoidale diamantato, alla tagliatrice a catena dentata e al trapano.
L'ultima cava in attività, saltuariamente, è stata quella in prossimità dell'attuale centro di Castiglione sul monte Sterpeto, chiusa definitivamente verso la fine degli anni settanta del Novecento, perché ritenuta troppo onerosa.
Nei periodi di massima estrazione le cave hanno assicurato benessere alla popolazione locale e notorietà alla zona.

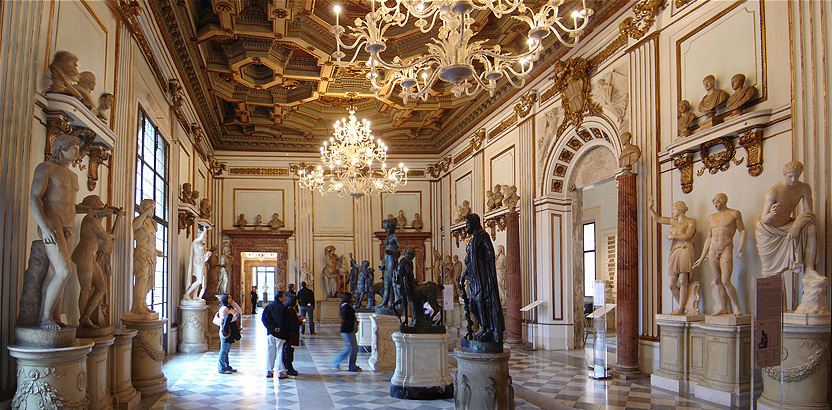
Salone del Palazzo Nuovo. Musei capitolini. Roma

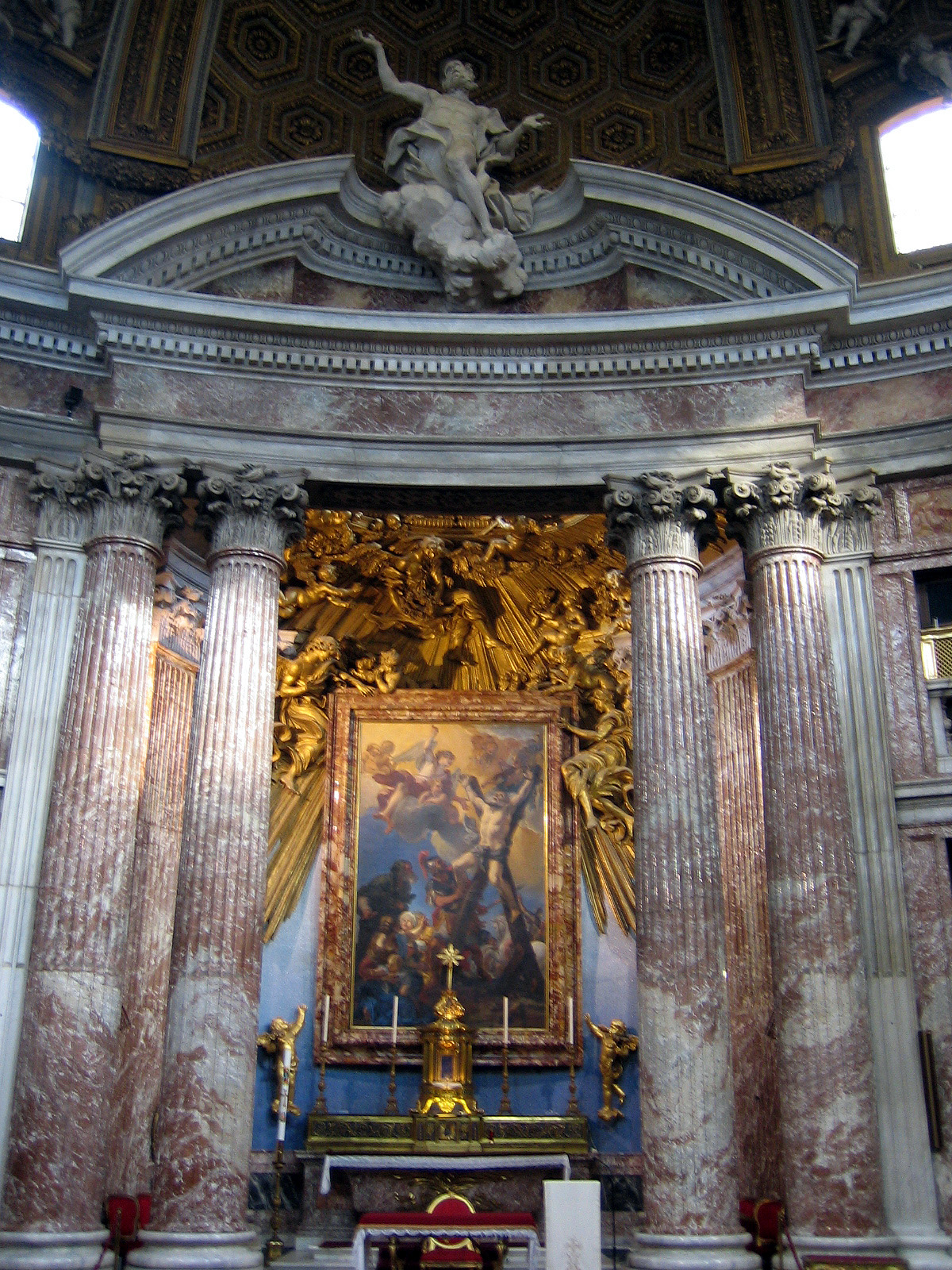
Sant'Andrea al Quirinale. Altare maggiore

## Impieghi
Il marmo rosso di Cottanello si trova nelle seguenti chiese: (elenco non esaustivo)
- Basilica di San Pietro in Vaticano: 44 colonne nella navata centrale e due nella tomba di Alessandro VII, lesene
- Chiesa di Santa Maria Maddalena in Campo Marzio: colonne della cappella dedicata a San Nicola di Bari, alcune lastre di rivestimento, lesene e balaustre.
- Basilica di San Paolo fuori le Mura: lastre di rivestimento nella cappella del SS. Sacramento
- Basilica di San Pietro in Vincoli: balaustra
- Basilica di San Giovanni Battista dei Fiorentini: basamenti e rivestimenti
- Basilica di San Clemente: lastre di rivestimento in due cappelle
- Chiesa di San Gregorio al Celio: piccole lastre sull'altare di San Romualdo
- Abbazia di Farfa
- Eremo di San Cataldo: altarino
- Chiesa della S.S. Annunziata di Casperia
- Sant'Andrea al Quirinale: colonne interne ad opera del Bernini, anno 1658
- Chiesa di Sant'Agnese in Agone: colonne interne ad opera del Borromini[14]
- Basilica di Santa Maria degli Angeli e dei Martiri: colonne e balaustra nell'altare centrale[15].
- Chiesa di Santa Maria della Scala: colonne e basamenti
- Cattedrale di Poggio Mirteto: altari, balaustre, acquasantiere
- Chiesa di Santa Maria Assunta a Montebuono: altare maggiore
- Chiesa di Santa Rosalia a Palestrina: basamenti di statue
- Palazzo Montecitorio: rivestimenti ad opera del Bernini

Dopo l'Unità d'Italia, per gli abbellimenti in occasione di "Roma capitale" fu impiegato nei seguenti palazzi:
- Ministero della marina[16]
- Salone del Palazzo nuovo: nelle incorniciature delle porte del grande salone[17].
- il Vittoriano
- il Palazzo del Viminale

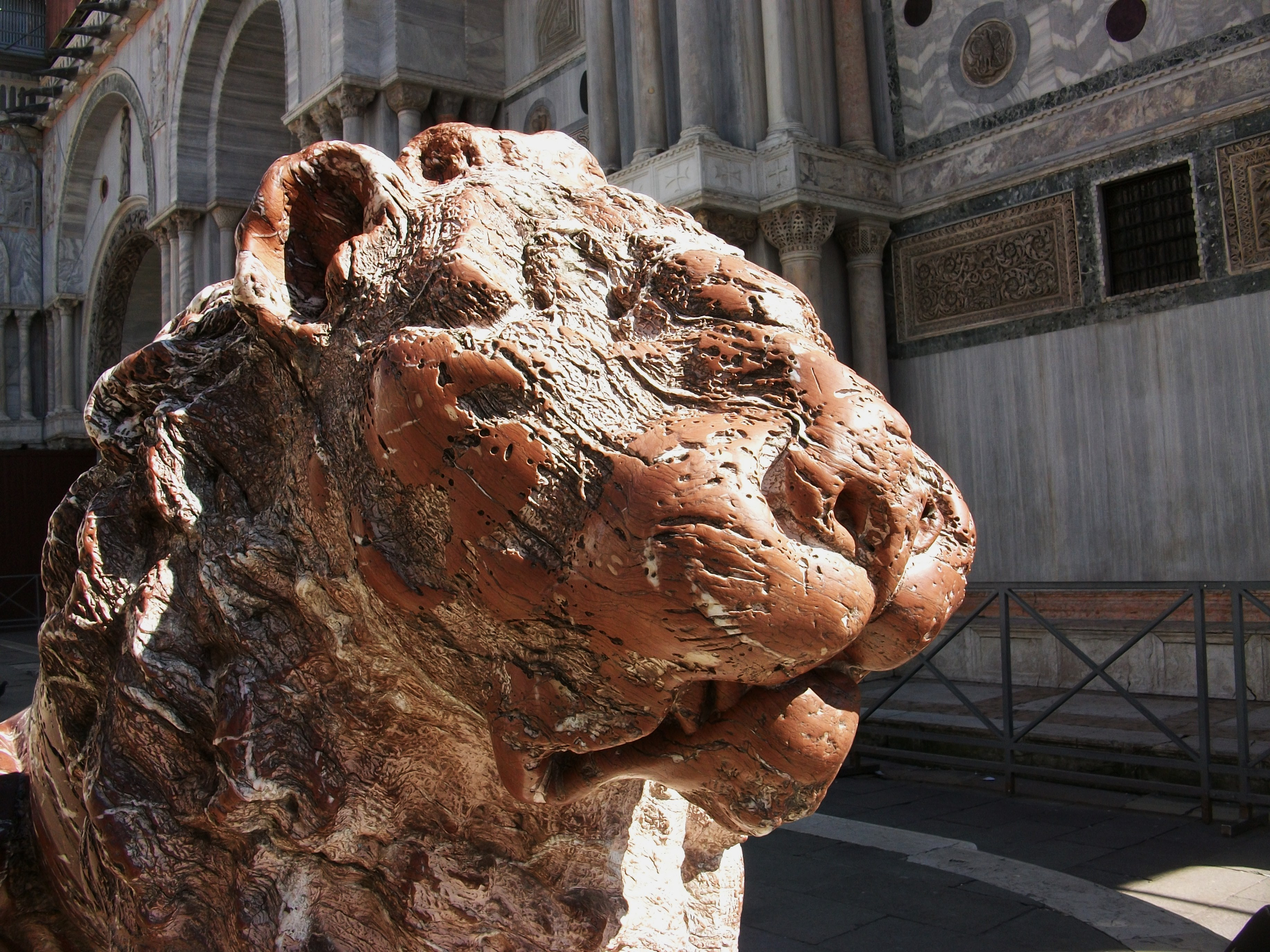
Venezia, testa di uno dei leoni posti in piazzetta dei Leoncini

Nel 1722 venne utilizzato a Venezia per realizzare due piccoli leoni attribuiti a Giovanni Bonazza, posti nella piazzetta dei Leoncini, in prossimità di piazza San Marco.
È stato individuato in varie località e monumenti di epoca diversa, soprattutto in lastre pavimentali, a Pompei, Ercolano, Ostia, Lucus Feroniae e alcune località fuori dall'Italia, come Vaison-la-Romaine
Il marmo di Cottanello è presente in tre delle più prestigiose collezioni (Collezione Pescetto) di rocce ornamentali appartenenti all'APAT - Agenzia per la protezione dell'ambiente e per i servizi tecnici confluita nell'ISPRA nel 2008. Alcuni antichi campioni sono custoditi all'interno del museo dell'ISPRA.